# ادیپور
ادیپور (به انگلیسی: Adipur) در هند است که در گجرات واقع شده‌است.

## خصوصیات
ادیپور ۸۶٬۳۸۸ نفر جمعیت دارد و ۲۷ متر بالاتر از سطح دریا واقع شده‌است.